# 잔도

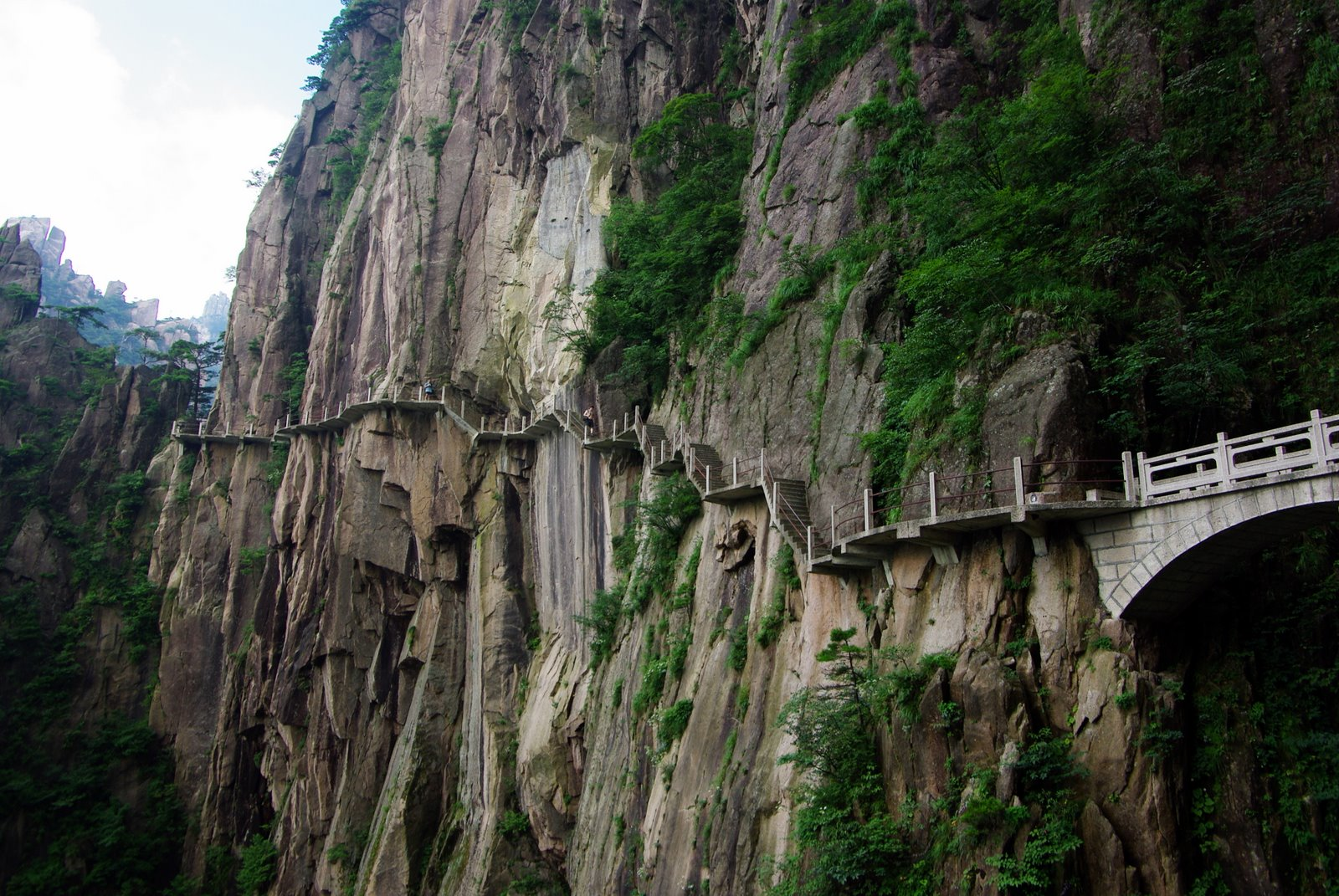

잔도(중국어: 棧道)는 중국에서 외진 산악 지대를 통과하는 길이었다. 잔도는 절벽에 구멍을 낸 후, 그 구멍에 받침대를 넣고 받침대 위에 나무판을 놓아 만들었다. 잔도는 웨이허강과 한강을 이어주는 친링산맥에서 주로  사용되었다. 최초의 잔도는 전국 시대(기원전 476년 ~ 기원전 221년)에 만들어졌으며, 진이 고촉과 파를 침략하는데에 쓰이기도 했다.

## 같이 보기
- 잔도공